# Adeline Bourne

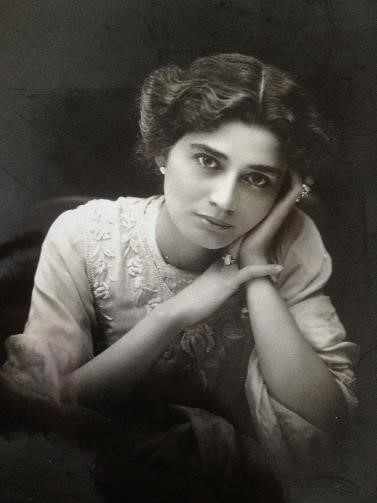
Adeline Bourne, 1912

Adeline Bourne, eigentlicher Name Selina (Lena) Manson (* 8. Januar 1873 in Britisch-Indien; † 8. Februar 1965 in Thurston, Suffolk), war eine britische Theaterschauspielerin, Suffragette und Philanthropin.

## Leben
Bourne wurde in Britisch-Indien geboren. Sie besuchte Privatschulen in Eastbourne und Blackheath, wurde aber letztlich nach dem Ausschluss aus drei Schulen von einer Gouvernante unterrichtet.
Sie studierte Schauspiel bei Sarah Thorne und nahm den Künstlernamen „Adeline Bourne“ an. Sie wurde Mitglied von Thornes Ensemble, bevor sie mit Mrs. Patrick Campbell auf Amerika-Tournee ging. Danach arbeitete sie für John Eugene Vedrenne und Harley Granville-Barker am Royal Court Theatre und für Olga Nethersole.
Zu Beginn des 20. Jahrhunderts trat Bourne in avantgardistischen und feministischen Stücken auf. Sie war bekannt dafür, „orientalistische“ Heldinnen zu spielen, wie die „Salome“ in Oscar Wildes gleichnamigem Stück, die sie als „emanzipierte Vigilantin“ und „politische Prinzessin“ spielte, „Antistia“ in John Masefields The Tragedy of Pompey the Great und „Ftatateeta“ und später „Kleopatra“ in George Bernard Shaws Caesar and Cleopatra. Weitere Rolle war die „Gertrude“ in Hamlet.

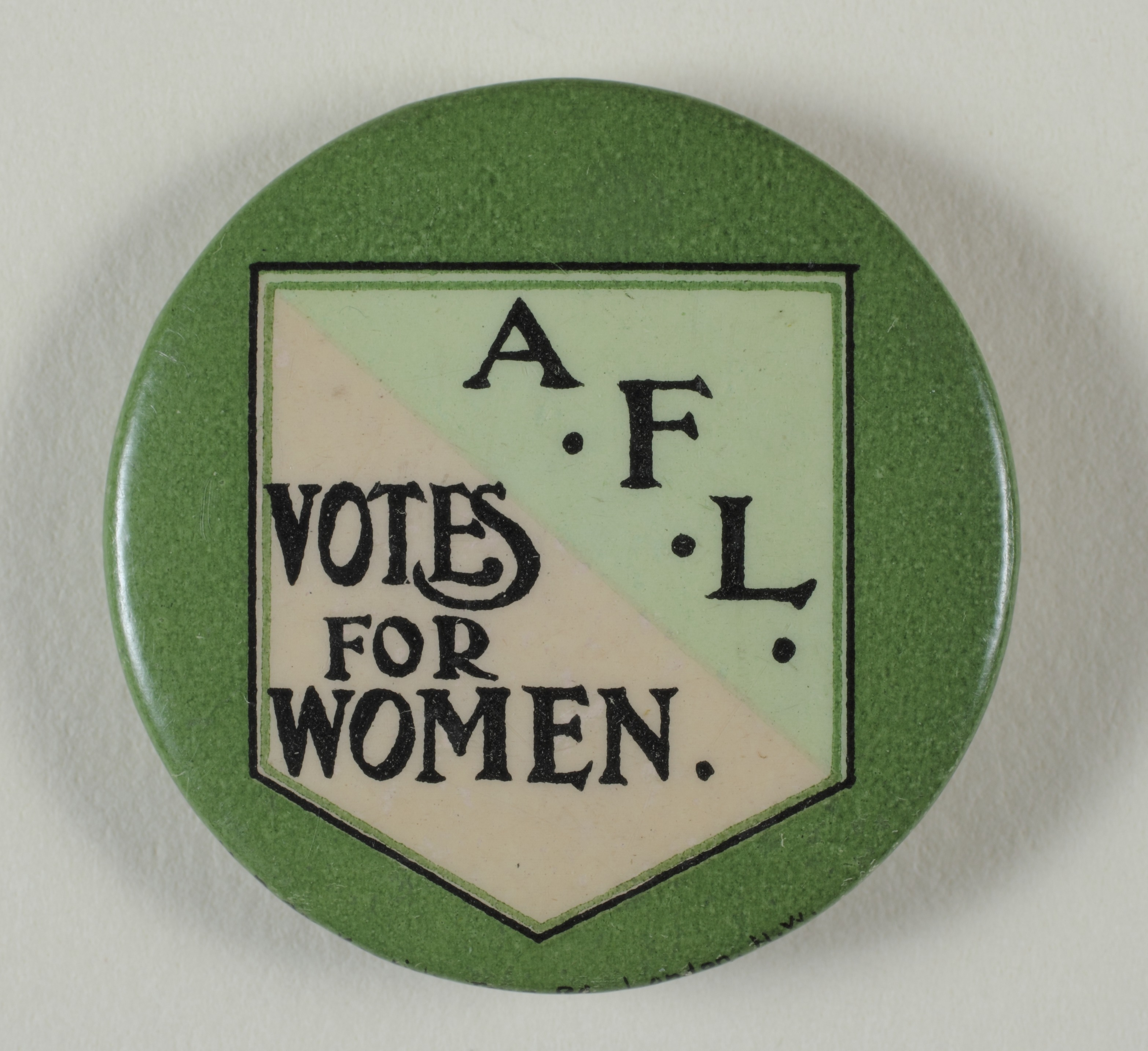
Abzeichen der Actresses’ Franchise League

Bourne interessierte sich für die Frauenwahlrechtsbewegung und nahm an einigen frühen Treffen der National Union of Women’s Suffrage Societies (NUWSS) teil, war aber gegen die Militanz der Suffragetten und war besorgt darüber, wie sich der Aktivismus auf ihre Schauspielkarriere auswirken könnte. Sie verfolgte dhaer einen Einsatz für die Sache im Rahmen der Regeln.
1908 gründete Bourne zusammen mit Gertrude Elliott, Winifred Mayo und Sime Seruya die Actresses’ Franchise League (AFL), in der Schauspielerinnen versammelt waren, die die Anliegen der Suffragetten, unabhängig von deren Ausrichtung, mit  schauspielerischen Mitteln unterstützen wollten. Sie wurde ehrenamtliche Sekretärin der AFL, bis zu ihrem Rücktritt im Jahr 1912 wegen einer Reise nach Amerika. Man sah sie oft auf den Straßen des West End für AFL-Aufführungen werben. 1910 nahm sie am Pageant of Great Women teil und spielte eine Frau, die gegen die Tyrannei der Vorurteile an die Gerechtigkeit appelliert und Zeugen aufruft, darunter die gelehrten Frauen, die Künstlerinnen, die Heiligen, die Herrscherinnen und die Kriegerinnen.
Nach Beginn des Ersten Weltkriegs gründete Bourne das British Women’s Hospital, das 150.000 Pfund für die Einrichtung des Royal Star and Garter Home für behinderte Soldaten sammelte. Sie im Ausland als Offizierin im Queen Mary’s Army Auxiliary Corps und organisierte nach dem Waffenstillstand 1918 im British Empire Leave Club in Köln, der von Decima Moore gegründet worden war, Unterhaltung für Besatzungssoldaten auf Urlaub.
Bis kurz vor ihrem Tod sammelte Bourne immer wieder große Geldsummen für verschiedene, wohltätige Zwecke. Zum Beispiel sammelte sie 37.500 Pfund für das Elizabeth Garrett Anderson Hospital. Im Jahr 1928 war sie Vizepräsidentin des Josephine Butler Appeal Fund der Association for Moral and Social Hygiene. Nach dem Zweiten Weltkrieg gründete sie eine Frauenbeschäftigungsorganisation, um Frauen bei der Rückkehr in zivile Berufe zu helfen. Mitte der 1950er Jahre gründete sie den Wayfarers’ Trust, ein Pflegeheim und Krankenhaus für ältere Menschen.
An ihrem 90. Geburtstag gab sie Zeitungen, darunter der Daily Mail und dem Evening Standard, Interviews über ihre Erinnerungen an ihre Zeit als Suffragette. Bourne starb in Thurston, Suffolk, und wurde auf dem Kirchhof des Dorfes beigesetzt.
1965 zerstörte ein Feuer ihr ehemaliges Haus in Thurston. Ihr Nachlass wurde zwar aus dem Feuer gerettet, wurden aber 2013 doch vernichtet. Im Jahr 2018 spürte Helen Geake, ehemalige Time Team-Moderatorin und Kandidatin der Grünen für Bury St Edmunds, ihr Grab auf und pflanzte gemeinsam mit Anwohnern zum Internationalen Frauentag violette Primeln.